# Daphniphyllum parvifolium
Daphniphyllum parvifolium är en tvåhjärtbladig växtart som beskrevs av Eduardo Quisumbing y Argüelles och Merrill. Daphniphyllum parvifolium ingår i släktet Daphniphyllum och familjen Daphniphyllaceae. Inga underarter finns listade i Catalogue of Life.